# العلاقات المالديفية الكورية الجنوبية
العلاقات المالديفية الكورية الجنوبية هي العلاقات الثنائية التي تجمع بين المالديف وكوريا الجنوبية.

## مقارنة بين البلدين
هذه مقارنة عامة ومرجعية للدولتين:
| وجه المقارنة                                              | [[تصنيف:صفحات تستخدم رمز علم غير موجود\|]] المالديف | كوريا الجنوبية                                                          |
| --------------------------------------------------------- | --------------------------------------------------- | ----------------------------------------------------------------------- |
| المساحة (كم2)                                             | 298                                                 | 100.30 ألف                                                              |
| عدد السكان (نسمة)                                         | 436.33 ألف                                          | 51.47 مليون                                                             |
| الكثافة السكانية (ن./كم²)                                 | 146.42 ألف                                          | 513.16                                                                  |
| العاصمة                                                   | ماليه                                               | سول                                                                     |
| اللغة الرسمية                                             | اللغة الديفهي                                       | اللغة الكورية                                                           |
| العملة                                                    | روفيه مالديفية                                      | وون كوري جنوبي                                                          |
| الناتج المحلي الإجمالي (بليون دولار)                      | 4.60 مليار                                          | 1.53 تريليون                                                            |
| الناتج المحلي الإجمالي (تعادل القوة الشرائية) بليون دولار | 5.23 مليار                                          | 1.75 تريليون                                                            |
| الناتج المحلي الإجمالي الاسمي للفرد دولار أمريكي          | 8.39 ألف                                            | 27.22 ألف                                                               |
| الناتج المحلي الإجمالي للفرد دولار أمريكي                 | 12.53 ألف                                           |                                                                         |
| مؤشر التنمية البشرية                                      | 0.706                                               | 0.901                                                                   |
| رمز المكالمات الدولي                                      | +960                                                | +82                                                                     |
| رمز الإنترنت                                              | .mv                                                 | .kr                                                                     |
| المنطقة الزمنية                                           | ت ع م+05:00                                         | توقيت كوريا الجنوبية، ت ع م+09:00، آسيا/سيول ‏، ت ع م+08:00، ت ع م+08:30 |

## منظمات دولية مشتركة
يشترك البلدان في عضوية مجموعة من المنظمات الدولية، منها:
| علم المنظمة | اسم المنظمة                        | تاريخ انضمام المالديف | تاريخ انضمام كوريا الجنوبية |
| ----------- | ---------------------------------- | --------------------- | --------------------------- |
|             | مؤسسة التمويل الدولية              | 2 فبراير 1983         | 16 مارس 1964                |
|             | منظمة حظر الأسلحة الكيميائية       | ?                     | ?                           |
|             | يونسكو                             | 18 يوليو 1980         | 14 يونيو 1950               |
|             | الأمم المتحدة                      | 21 سبتمبر 1965        | 17 سبتمبر 1991              |
|             | منظمة الشرطة الجنائية الدولية      | ?                     | ?                           |
|             | البنك الدولي للإنشاء والتعمير      | 13 يناير 1978         | 26 أغسطس 1955               |
|             | الاتحاد البريدي العالمي            | ?                     | ?                           |
|             | منظمة التجارة العالمية             | ?                     | ?                           |
|             | مؤسسة التنمية الدولية              | 13 يناير 1978         | 18 مايو 1961                |
|             | بنك التنمية الآسيوي                | 1978                  | 1966                        |
|             | وكالة ضمان الاستثمار متعدد الأطراف | 19 مايو 2005          | 12 أبريل 1988               |

## وصلات خارجية
- موقع وزارة الخارجية المالديفية
- موقع وزارة الخارجية الكورية الجنوبية